# Голобородько Павло Арсентійович
Павло Арсентійович Голобородько (нар. 12 вересня 1942, с. Петрівка Малодівицького району (з 1953 року — Прилуцького району), Чернігівська область, Українська РСР, СРСР — пом. 30 грудня 2011, м. Глухів, Сумська область, Україна) — український вчений-агроном, директор Всесоюзного науково-дослідного інституту луб'яних культур (з 1992 року — Інституту луб'яних культур НААН України) (1987—2008), кандидат сільсько-господарських наук (1977), Заслужений діяч науки і техніки України (1992).

## Життєпис
Павло Голобородько народився 12 вересня 1942 року в селі Петрівка Малодівицького району (з 1953 року — Прилуцького району) на Чернігівщини. Після закінчення середньої школи вступив до Української сільсько-господарської академії в Києві, яку закінчив за фахом агронома в 1967 році. Відразу, у 1967—1971 роках працював головним агрономом колгоспу в Закарпатській області та керівником навчального господарства технікуму в Чернігівській області. У 1971 році 29-річний фахівець переїхав до Глухова на Сумщині, де почав працювати у Всесоюзному науково-дослідному інституті луб'яних культур. У 1977 році захистив дисертацію на здобуття наукового ступеня кандидата сільсько-господарських наук. А в 1981 році був призначений на посаду завідувача лабораторії агротехніки. Через шість років в 1987 році 45-річний науковець був призначений директором ВНДЛК (згодом — Інститут луб'яних культур НААН України). Він обіймав цю посаду понад два десятиліття — до 2008 року. Помер Павло Голобородько 30 грудня 2011 року в Глухові на Сумщині.

## Наукова діяльність
Павло Голобородько — автор понад 90 наукових праць з проблематики льонарства та коноплярства. Його діяльність тісно пов'язана і з виходом українських інноваційних розробок — сортів безнаркотичних конопель на світовий ринок. У цей період закладався фундамент міжнародного співробітництва по льону-довгунцю та промисловим коноплям. Наукова спадщина вченого допомагає й надалі вирішувати складні питання розвитку наукового забезпечення галузей льонарства й коноплярства та інтегрування вітчизняної науки у світове виробництво.
Наукові дослідження
- у галузі:
  - хімічної дефоліації та десикації конопель,
  - обробітку ґрунту, удобрення та захисту луб'яних культур у сівозміні.

- Керівник науково-технічної програми УААН «Луб'яні культури».

### Основні праці
- «Справочника коноплевода». Київ, 1994 (у співавторстві);
- Дефолиация и десикация конопли с помощью авиации. Москва, 1976 (співавтор);
- Прогрессивная технология возделывания и уборки конопли. Москва, 1987 (співавтор);
- Комплексная система защиты конопли от вредителей, болезней и сорняков. Москва, 1988 (співавтор);
- Ресурсозберігаюча технологія вирощування льону-довгунця // Селекція, технологія виробництва та первин. переробки льону і конопель. Глухів, 2000 (співавтор); * Наукове забезпечення розвитку галузі льонарства: Основні здобутки та перспективи // Матеріали наук.-практ. конференції молодих вчених «Проблеми і перспективи розвитку льонарства та коноплярства в Україні». Глухів, 2003.

## Нагороди
- Заслужений діяч науки і техніки України (1992);
- Орден «За заслуги» 3-го ступеня;
- Почесна грамота Кабінету Міністрів України[5].

## Ушанування пам'яті
У вересні 2012 року під час круглого столу «Луб'яні культури на зламі століть», присвяченому 75-річчю від дня народження Павла Голобородька в Інституті луб'яних культур НААН було презентовано книгу В. К. Олєксєєнка «За покликом серця» — спогади рідних, друзів і колег по навчанню та праці про науково-виробничу діяльність Павла Голобородька.
12 вересня 2014 року на приміщенні Глухівського заводу з переробки льону та конопель відкрили меморіальну дошку пам'яті Павла Голобородька. Сам завод носить його ім'я.
У Глухові колишня вулиця Жукова в мікрорайоні Нова Гребля була перейменована на вулицю Павла Голобородька.